# サン・セバスチャンへ、ようこそ
『サン・セバスチャンへ、ようこそ』（原題：Rifkin's Festival）は、2020年のアメリカ合衆国・スペインのコメディ映画。ウディ・アレン監督・脚本。2020年に開催された第68回サン・セバスティアン国際映画祭でプレミア上映された。本作は同映画祭開催地のスペイン・サン・セバスティアンを舞台としており、同映画祭を題材としている。

## ストーリー
ニューヨークの大学の映画学の教授で小説を書けない作家のモート・リフキンは、妻のスーと共にスペイン・バスク地方にある美しいリゾート地サン・セバスティアンにやって来た。この地で開催されるサン・セバスティアン国際映画祭にスーが広報を担当している有名なフランス人監督フィリップの作品の広報をするスーに同行して来たのだ。
だがモートは、スーとフィリップがいい感じになっているのが面白くない。やがて妻への浮気疑惑のストレスで心気症となったモートは、ジョーという美しい医師と出会う。これをきっかけにモートもジョーといい感じになっていく。

## キャスト
- モート・リフキン：ウォーレス・ショーン
- ジョー：エレナ・アナヤ
- フィリップ：ルイ・ガレル
- スー：ジーナ・ガーション
- セルジ・ロペス
- クリストフ・ヴァルツ
- タミー・ブランチャード
- スティーヴ・グッテンバーグ
- リチャード・カインド
- ナタリエ・ポサ
- ダグラス・マクグラス
- エンリケ・アルセ
- ダミアン・チャパ